# Règlement de juges
Le règlement de juges est, en droit processuel français, une procédure par laquelle est résolu le conflit positif ou négatif de compétence matérielle ou territoriale entre deux juges ou juridictions saisies simultanément d'un même litige.